# Kentarō Shigematsu
Kentarō Shigematsu (重松 健太郎 Shigematsu Kentarō?, nacido el 15 de abril de 1991 en Tokio) es un futbolista japonés que se desempeña como delantero.

## Trayectoria

### Clubes
| Club              | País  | Año         |
| ----------------- | ----- | ----------- |
| FC Tokyo          | Japón | 2010 - 2012 |
| Avispa Fukuoka    | Japón | 2011        |
| Ventforet Kofu    | Japón | 2012        |
| Ehime FC          | Japón | 2013        |
| Tochigi SC        | Japón | 2014        |
| FC Machida Zelvia | Japón | 2015 - 2017 |
| Kamatamare Sanuki | Japón | 2018 -      |

## Estadística de carrera

### J. League
| Club              | Año   | J. League | J. League | Copa J. League | Copa J. League | Total | Total |
| Club              | Año   | Part.     | Goles     | Part.          | Goles          | Part. | Goles |
| ----------------- | ----- | --------- | --------- | -------------- | -------------- | ----- | ----- |
| FC Tokyo          | 2010  | 19        | 3         | 6              | 1              | 25    | 4     |
| Avispa Fukuoka    | 2011  | 25        | 2         | 2              | 0              | 27    | 2     |
| FC Tokyo          | 2012  | 1         | 0         | 0              | 0              | 1     | 0     |
| Ventforet Kofu    | 2012  | 0         | 0         | -              | -              | 0     | 0     |
| Ehime FC          | 2013  | 25        | 2         | -              | -              | 25    | 2     |
| Tochigi SC        | 2014  | 20        | 1         | -              | -              | 20    | 1     |
| FC Machida Zelvia | 2015  | 36        | 3         | -              | -              | 36    | 3     |
| FC Machida Zelvia | 2016  | 36        | 4         | -              | -              | 36    | 4     |
| FC Machida Zelvia | 2017  | 23        | 3         | -              | -              | 23    | 3     |
| Total             | Total | 185       | 18        | 8              | 1              | 193   | 19    |